# Medalha de Ouro Penrose
A Medalha de Ouro Penrose (em inglês:  R.A.F. Penrose Gold Medal) da Society of Economic Geologists (SEG) é um prêmio concedido desde 1923 pelo trabalho excepcional de uma vida ou contribuições originais em geociências. Estes incluem, por exemplo, a descoberta de depósitos. É concedido pelo menos a cada três anos. É nomeada em memória de Richard Alexander Fullerton Penrose, Jr..
Existe também a Medalha Penrose da Sociedade Geológica dos Estados Unidos.

## Recipientes
- 1924 Thomas Chrowder Chamberlin
- 1928 Johan Herman Lie Vogt
- 1928 Waldemar Lindgren
- 1931 David White
- 1933 Louis de Launay
- 1935 Charles Kenneth Leith
- 1939 Reno H. Sales
- 1942 William H. Emmons
- 1944 Walter Curran Mendenhall
- 1947 Bert S. Butler
- 1950 Louis Caryl Graton
- 1952 Paul Fourmarier
- 1956 Donnel Foster Hewett
- 1959 John S. Brown
- 1962 Alan M. Bateman
- 1965 Thomas S. Lovering
- 1968 Guilbert H. Cady
- 1971 Haddon King
- 1974 Charles A. Anderson
- 1976 Harold L. James
- 1978 Paul Ramdohr
- 1982 Charles Meyer
- 1985 Eugene N. Cameron
- 1987 Duncan R. Derry
- 1988 Edwin W. Roedder
- 1989 Desmond A. Pretorius
- 1991 William C. Kelly
- 1992 Donald E. White
- 1993 Richard L. Stanton
- 1994 Paul B. Barton
- 1995 Heinrich Dieter Holland
- 1997 Spencer R. Titley
- 1998 John M. Guilbert
- 1999 J. Julian Hemley
- 2000 Alberto Benavides de la Quintana
- 2001 Hubert L. Barnes
- 2002 Anthony J. Naldrett
- 2003 J. David Lowell
- 2004 Richard W. Hutchinson
- 2005 Brian J. Skinner
- 2006 Stephen E. Kesler
- 2007 Michael Solomon
- 2008 Marco T. Einaudi
- 2009 David I. Groves
- 2010 David L. Leach
- 2011 Robert J. Kerrich
- 2012 Robert O. Rye
- 2013 Noel C. White
- 2014 James McWillie Franklin
- 2015 Richard H. Sillitoe
- 2016 Steven D. Scott[1]
- 2017 Christoph A. Heinrich